# Frankrijk op de Olympische Zomerspelen 1972
Frankrijk nam deel aan de Olympische Zomerspelen 1972 in München, West-Duitsland. Ten opzichte van de vorige deelname werden vijf gouden medailles minder gewonnen.

## Medailleoverzicht
| Sport       | Olympiër(s)                                                                      | Onderdeel       | Medaille |
| ----------- | -------------------------------------------------------------------------------- | --------------- | -------- |
| Wielersport | Daniel Morelon                                                                   | sprint (m)      | Goud     |
| Zeilen      | Serge Maury                                                                      | finn            | Goud     |
| Atletiek    | Guy Drut                                                                         | 110m horden (m) | Zilver   |
| Schermen    | Jacques Ladegaillerie                                                            | degen (m)       | Zilver   |
| Schietsport | Michel Carrega                                                                   | trap            | Zilver   |
| Zeilen      | Marc Pajot Yves Pajot                                                            | flying dutchman | Zilver   |
| Atletiek    | Gilles Bertould Jacques Carette Francis Kerbiriou Roger Vélasquez                | 4x400m (m)      | Brons    |
| Judo        | Jean-Jacques Mounier                                                             | -63kg (m)       | Brons    |
| Judo        | Jean-Paul Coché                                                                  | -80kg (m)       | Brons    |
| Judo        | Jean-Claude Brondani                                                             | open klasse (m) | Brons    |
| Judo        | Angelo Parisi                                                                    | open klasse (m) | Brons    |
| Kanovaren   | Jean-Claude Olry Jean-Louis Olry                                                 | C-2 slalom (m)  | Brons    |
| Schermen    | Christian Nöel                                                                   | floret (m)      | Brons    |
| Schermen    | Gilles Berolatti Jean-Claude Magnan Christian Nöel Daniel Revenu Bernard Talvard | floret team (m) | Brons    |

## Deelnemers en resultaten

### Atletiek
| Olympiër                                                           | Onderdeel                | Resultaat | Prestatie                                                                       |
| ------------------------------------------------------------------ | ------------------------ | --------- | ------------------------------------------------------------------------------- |
| André Byrame                                                       | 100m (m)                 | 44e       | serie 12: 6de in 10,64                                                          |
| Dominique Chauvelot                                                | 100m (m)                 | 28e       | serie 11: 2de in 10,66 kwartfinale 3: 7de in 10,54                              |
| Alain Sarteur                                                      | 100m (m)                 | 11e       | serie 9: 1ste in 10,42 kwartfinale 5: 2de in 10,40 halve finale 1: 5de in 10,51 |
| Bruno Cherrier                                                     | 200m (m)                 | 13e       | serie 1: 2de in 20,79 kwartfinale 4: 3de in 20,62 halve finale 2: 7de in 21,15  |
| René Metz                                                          | 200m (m)                 | 19e       | serie 5: 2de in 21,08 kwartfinale 1: 4de in 20,83                               |
| Lucien Sainte-Rose                                                 | 200m (m)                 | 15e       | serie 9: 2de in 21,09 kwartfinale 5: 4de in 20,76 halve finale 1: 7de in 21,42  |
| Gilles Bertould                                                    | 400m (m)                 | 17e       | serie 4: 4de in 46,36 kwartfinale 2: 4de in 46,14                               |
| Francis Kerbiriou                                                  | 400m (m)                 | 22e       | serie 3: 3de in 47,01 kwartfinale 4: 5de in 46,63                               |
| Daniel Velasques                                                   | 400m (m)                 | 28e       | serie 7: 3de in 46,70 kwartfinale 3: 6de in 46,91                               |
| Francis Gonzalez                                                   | 800m (m)                 | 32e       | serie 6: 6de in 1.48,8                                                          |
| Roqui Sanchez                                                      | 800m (m)                 | 26e       | serie 3: 4de in 1.47,9                                                          |
| Alain Sans                                                         | 800m (m)                 | 18e       | serie 1: 1ste in 1.49,2 halve finale 1: 7de in 1.49,6                           |
| Jacques Boxberger                                                  | 1500m (m)                | 19e       | serie 7: 4de in 3.42,6 halve finale 1: 5de in 3.42,4                            |
| Jean-Pierre Dufresne                                               | 1500m (m)                | 12e       | serie 1: 3de in 3.40,8 halve finale 3: 8ste in 3.41,6                           |
| Robert Leborgne                                                    | 1500m (m)                | DNS       | serie 3: niet gestart                                                           |
| Raymond Zembri                                                     | 5000m (m)                | 50e       | serie 2: 8ste in 14.34,4                                                        |
| Noël Tijou                                                         | 10000m (m)               | 23e       | serie 1: 7de in 28.36,08                                                        |
| Guy Drut                                                           | 110m horden (m)          | Zilver    | serie 5: 1ste in 13,78 halve finale 1: 2de in 13,49 finale: 2de in 13,34        |
| Jean-Pierre Corval                                                 | 400m horden (m)          | 13e       | serie 1: 3de in 50,15 halve finale 1: 8ste in 50,75                             |
| Jean-Pierre Perrinelle                                             | 400m horden (m)          | 26e       | serie 3: 5de in 51,81                                                           |
| Gérard Buchheit                                                    | 3000m steeplechase (m)   | 29e       | serie 1: 8ste in 8.41,2                                                         |
| Jean-Paul Villain                                                  | 3000m steeplechase (m)   | 11e       | serie 3: 3de in 8.30,4 finale: 11de in 8.46,8                                   |
| Patrick Bourbeillon Jean-Pierre Grès Gérard Fenouil René Metz      | 4x100m (m)               | 7e        | serie 2: 1ste in 39,01 halve finale 2: 1ste in 39,00 finale: 7de in 39,14       |
| Gilles Bertould Daniel Velasques Francis Kerbiriou Jacques Carette | 4x400m (m)               | Brons     | serie 3: 3de in 3.03,13 finale: 3de in 3.00,65                                  |
| Fernand Kolbeck                                                    | marathon (m)             | 28e       | 2:23.01                                                                         |
| Jean-Claude Decosse                                                | 50km snelwandelen (m)    | DNF       | niet gefinisht                                                                  |
| Jack Pani                                                          | verspringen (m)          | DNS       | kwalificatie groep A: niet gestart                                              |
| Jacques Rousseau                                                   | verspringen (m)          | 10e       | kwalificatie groep A: 7de met 7,79m finale: 10de met 7,65m                      |
| Christian Tourret                                                  | verspringen (m)          | 24e       | kwalificatie groep B: 10de met 7,55m                                            |
| Bernard Lamitié                                                    | hink-stap-springen (m)   | 10e       | kwalificatie groep A: 8ste met 16,24m finale: 10de met 16,27m                   |
| Henry Elliott                                                      | hoogspringen (m)         | 15e       | kwalificatie groep A: 1ste met 2,15m finale: 15de met 2,10m                     |
| Bernard Gauthier                                                   | hoogspringen (m)         | 14e       | kwalificatie groep A: 12de met 2,15m finale: 14de met 2,15m                     |
| Hervé d’Encausse                                                   | polsstokhoogspringen (m) | DNF       | kwalificatie groep A: 3de met 5,10m finale: geen geldige poging                 |
| François Tracanelli                                                | polsstokhoogspringen (m) | 8e        | kwalificatie groep B: 3de met 5,10m finale: 8ste met 5,10m                      |
| Arnjolt Beer                                                       | kogelstoten (m)          | 21e       | kwalificatie groep B: 12de met 18,74m                                           |
| Yves Brouzet                                                       | kogelstoten (m)          | 8e        | kwalificatie groep A: 4de met 19,87m finale: 12de met 19,61m                    |
| Lolesio Tuita                                                      | speerwerpen (m)          | 11e       | kwalificatie groep A: 6de met 78,78m finale: 11de met 76,34m                    |
| Jacques Accambray                                                  | kogelslingeren (m)       | 19e       | kwalificatie groep B: 5de met 68,00m finale: 19de met 65,06m                    |
| Vladimir Prikhodko                                                 | kogelslingeren (m)       | 29e       | kwalificatie groep A: 14de met 61,78m                                           |
| Yves Le Roy                                                        | tienkamp (m)             | 12e       | 7675 punten                                                                     |
| Jean-Pierre Schoebel                                               | tienkamp (m)             | 18e       | 7273 punten                                                                     |
|                                                                    |                          |           |                                                                                 |
| Sylviane Telliez                                                   | 100m (v)                 | 23e       | serie 6: 3de in 11,36 kwartfinale 3: 5de in 11,64                               |
| Sylviane Telliez                                                   | 200m (v)                 | 12e       | serie 6: 2de in 23,51 kwartfinale 3: 3de in 23,69 halve finale 2: 6de in 23,34  |
| Colette Besson                                                     | 400m (v)                 | 23e       | serie 5: 3de in 53,41 kwartfinale 2: 5de in 53,39                               |
| Nicole Duclos                                                      | 400m (v)                 | 11e       | serie 4: 1ste in 52,69 kwartfinale 4: 4de in 52,96 halve finale 2: 6de in 52,18 |
| Martine Duvivier                                                   | 800m (v)                 | 25e       | serie 1: 5de in 2.04,87                                                         |
| Jacqueline André                                                   | 100m horden (v)          | 10e       | serie 4: 3de in 13,33 halve finale 2: 5de in 13,30                              |
| Martine Duvivier Colette Besson Bernadette Martin Nicole Duclos    | 4x400m (v)               | 4e        | serie 1: 2de in 3.30,00 finale: 4de in 3.27,50                                  |
| Odette Ducas                                                       | verspringen (v)          | 20e       | kwalificatie groep A: 9de met 6,16m                                             |
| Marie-Christine Debourse                                           | zevenkamp (v)            | 17e       | 4239 punten                                                                     |
| Odette Ducas                                                       | zevenkamp (v)            | 22e       | 4101 punten                                                                     |

### Boksen
| Olympiër        | Onderdeel | Resultaat | Prestatie                                                                 |
| --------------- | --------- | --------- | ------------------------------------------------------------------------- |
| Rabah Khaloufi  | -51kg (m) | 32e       | 1ste ronde: V van GBR O'Sullivan: 2-3                                     |
| Aldo Cosentino  | -54kg (m) | 17e       | 1ste ronde: W van POL Reszpondek: 5-0 2de ronde: V van ESP Rodriguez: 1-4 |
| Maurice Apeang  | -51kg (m) | 33e       | 1ste ronde: V van USA Self: 0-5                                           |
| Guitry Bananier | -60kg (m) | 17e       | 1ste ronde: W van PUR Davila: 4-1 2de ronde: V van KOR Kim: knock-out     |
| Michel Belliard | -71kg (m) | 17e       | 1ste ronde: vrij 2de ronde: V van AUS Jenkinson: 1-4                      |
| Henri Moreau    | -81kg (m) | 17e       | 1ste ronde: V van FRG Hornig: 0-5                                         |

### Boogschieten
| Olympiër       | Onderdeel       | Resultaat | Prestatie                                                                              |
| -------------- | --------------- | --------- | -------------------------------------------------------------------------------------- |
| Alain Convard  | individueel (m) | 44e       | 1ste ronde: 47ste met 1100 punten 2de ronde: 39ste met 1151 punten totaal: 2251 punten |
| Jacques Doyen  | individueel (m) | 21e       | 1ste ronde: 21ste met 1186 punten 2de ronde: 23ste met 1183 punten totaal: 2369 punten |
| Louis Lemirre  | individueel (m) | 42e       | 1ste ronde: 46ste met 1102 punten 2de ronde: 33ste met 1164 punten totaal: 2266 punten |
|                |                 |           |                                                                                        |
| Pierrette Dame | individueel (v) | 31e       | 1ste ronde: 35ste met 1056 punten 2de ronde: 19de met 1140 punten totaal: 2196 punten  |
| Herrad Frey    | individueel (v) | 27e       | 1ste ronde: 24ste met 1121 punten 2de ronde: 30ste met 1109 punten totaal: 2230 punten |

### Gewichtheffen
| Olympiër            | Onderdeel  | Resultaat | Prestatie                                                                                      |
| ------------------- | ---------- | --------- | ---------------------------------------------------------------------------------------------- |
| Aimé Terme          | -75kg (m)  | 15e       | drukken: 21ste met 127,5kg trekken: 1ste met 142,5kg (OR) stoten: 15de met 155kg totaal: 425kg |
| Pierre Gourrier     | -90kg (m)  | 10e       | drukken: 16de met 145kg trekken: 3de met 147,5kg stoten: 9de met 180kg totaal: 472,5kg         |
| Jean-Paul Fouletier | -110kg (m) | 14e       | drukken: 11de met 175kg trekken: 9de met 150kg stoten: 17de met 180kg totaal: 505kg            |

### Hockey
| Olympiër | Onderdeel | Resultaat | Prestatie |
| --- | --------- | --------- | --- |
| Jean–Paul Sauthier Patrick Burtschell Pierre Roussel Charles Pous Christian Honegger Marc Remise Olivier Moreau Georges Grain Francis Coutou Eric Pitau Alain Tetard Gilles Capelle Marc Chapon Georges Corbel Jean–Luc Darfeuille Yves Langlois | mannen    | 12e       | groep A: 6de V van Pakistan: 0-3 W van Oeganda: 3-1 V van België: 0-1 V van Maleisië: 0-1 V van Spanje: 2-3 W van Argentinië: 1-0 V van Bondsrepubliek Duitsland: 0-4 11-12de plek: V van Polen: 4-4 |

| Groep A |                          |             |             |             |             |            |            |            |        |
| #       | Land                     | Wedstrijden | Wedstrijden | Wedstrijden | Wedstrijden | Doelpunten | Doelpunten | Doelpunten | Punten |
| #       | Land                     | G           | W           | G           | V           | V          | T          | Saldo      | Punten |
| 1       | Bondsrepubliek Duitsland | 7           | 6           | 1           | 0           | 17         | 5          | +12        | 13     |
| 2       | Pakistan                 | 7           | 5           | 1           | 1           | 17         | 6          | +11        | 11     |
| 3       | Maleisië                 | 7           | 4           | 1           | 2           | 9          | 7          | +2         | 9      |
| 4       | Spanje                   | 7           | 2           | 4           | 1           | 9          | 8          | +1         | 8      |
| 5       | België                   | 7           | 2           | 1           | 4           | 8          | 14         | -6         | 5      |
| 6       | Frankrijk                | 7           | 2           | 0           | 5           | 6          | 13         | -7         | 4      |
| 7       | Argentinië               | 7           | 0           | 3           | 4           | 4          | 9          | -5         | 3      |
| 8       | Oeganda                  | 7           | 0           | 3           | 4           | 6          | 14         | -8         | 3      |

| Datum        | Ronde   | Plaats     | Land | Score                    | Land |
| ------------ | ------- | ---------- | ---- | ------------------------ | ---- |
| Groepsfase   |         |            |      |                          |      |
| 27 augustus  | München | Pakistan   | 3-0  | Frankrijk                |      |
| 28 augustus  | München | Frankrijk  | 3-1  | Oeganda                  |      |
| 29 augustus  | München | België     | 1-0  | Frankrijk                |      |
| 31 augustus  | München | Frankrijk  | 0-1  | Maleisië                 |      |
| 1 september  | München | Spanje     | 3-2  | Frankrijk                |      |
| 3 september  | München | Argentinië | 0-1  | Frankrijk                |      |
| 4 september  | München | Frankrijk  | 0-4  | Bondsrepubliek Duitsland |      |
| 11-12de plek |         |            |      |                          |      |
| 8 september  | München | Polen      | 4-4  | Frankrijk                |      |

### Judo
| Olympiër             | Onderdeel       | Resultaat | Prestatie |
| -------------------- | --------------- | --------- | --- |
| Jean-Jacques Mounier | -63kg (m)       | Brons     | 1ste ronde: W van PRK Kim 2de ronde: W van GBR Mullen kwartfinale: W van HUN Szabo halve finale: W van CUB Rodriguez                                                                                |
| Patrick Vial         | -70kg (m)       | 10e       | 1ste ronde: W van IRL Carroll 2de ronde: W van KOR Jang kwartfinale: V van POL Zajkowski |
| Jean-Paul Coche      | -80kg (m)       | Brons     | 1ste ronde: vrij 2de ronde: W van CHN Chang 3de ronde: W van BRA Shiowaza kwartfinale: V van GBR Jacks herkansingen: W van FRG Egger herkansingen 2: W van URS Gogolauri halve finale: V van KOR Oh |
| Pierre Albertini     | -93kg (m)       | 7e        | 1ste ronde: W van LIE Schädler 2de ronde: V van GBR Starbrook herkansingen: W van SUI Kyburz herkansingen 2: V van URS Chochoshvili                                                                 |
| Jean-Claude Brondani | +93kg (m)       | 5e        | 1ste ronde: W van HUN Petrovszky 2de ronde: W van IRL Folan kwartfinale: W van CAN Rogers halve finale: V van URS Onatsjvili herkansingen: V van JPN Nishimura                                      |
| Jean-Claude Brondani | open klasse (m) | Brons     | 1ste ronde: W van CAN Rogers 2de ronde: W van MGL Rentsendorj 3de ronde: W van MAR Kassow kwartfinale: W van GBR Parisi halve finale: V van NED Ruska                                               |

### Kanovaren
| Olympiër                            | Onderdeel     | Resultaat | Prestatie                                                                                                   |
| Slalom                              | Slalom        | Slalom    | Slalom |
| ----------------------------------- | ------------- | --------- | --- |
| Claude Baux                         | C-1 (m)       | 15e       | 463,16 |
| François Bonnet                     | C-1 (m)       | 18e       | 526,17 |
| Michel Trenchant                    | C-1 (m)       | 12e       | 405,98 |
| Jean-Louis Olry Jean-Claude Olry    | C-2 (m)       | Brons     | 315,10 |
| Alain Colombe                       | K-1 (m)       | 21e       | 339,54 |
| Eric Koechlin                       | K-1 (m)       | 16e       | 330,87 |
| Patrick Maccari                     | K-1 (m)       | 11e       | 311,40 |
| Sprint                              |               |           | |
| Jean-François Millot                | C-1 1000m (m) | 10e       | serie 2: 4de in 4.52,30 halve finale: 4de in 4.20,70                                                        |
| Alain Acart Gérald Delacroix        | C-2 1000m (m) | 13e       | serie 1: 6de in 4.30,78 herkansingen: 4de in 3.58,24                                                        |
| Jean-Pierre Cordebois Didier Niquet | K-2 1000m (m) | 6e        | serie 1: 5de in 3.52,12 herkansingen: 1ste in 3.40,44 halve finale 3: 3de in 3.35,21 finale: 6de in 3.36,51 |
|                                     |               |           | |
| France Gaud                         | K-1 500m (v)  | 12e       | serie 2: 6de in 2.23,29 herkansingen: 3de in 2.12,94 halve finale 3: 4de in 2.15,21                         |

### Moderne vijfkamp
| Olympiër                                            | Onderdeel   | Resultaat | Prestatie    |
| --------------------------------------------------- | ----------- | --------- | ------------ |
| Jean-Pierre Giudicelli                              | individueel | 22e       | 4807 punten  |
| Michel Gueguen                                      | individueel | 10e       | 5072 punten  |
| Raoul Gueguen                                       | individueel | 30e       | 4638 punten  |
| Jean-Pierre Giudicelli Michel Gueguen Raoul Gueguen | team        | 7e        | 14559 punten |

### Paardensport
| Olympiër                                                      | Onderdeel   | Resultaat | Prestatie                         |
| Dressuur                                                      | Dressuur    | Dressuur  | Dressuur                          |
| ------------------------------------------------------------- | ----------- | --------- | --------------------------------- |
| Patrick le Rolland                                            | individueel | 23e       | Grand Prix: 23ste met 1451 punten |
| Eventing                                                      |             |           |                                   |
| Dominique Bentejac                                            | individueel | 34e       | 133,80 strafpunten                |
| Armand Bigot                                                  | individueel | 42e       | 177,63 strafpunten                |
| François Fabius                                               | individueel | 43e       | 205,40 strafpunten                |
| Michel Robert                                                 | individueel | 17e       | 27,13 strafpunten                 |
| Dominique Bentejac Armand Bigot François Fabius Michel Robert | team        | 11e       | 338,56 strafpunten                |
| Springconcours                                                |             |           |                                   |
| Janou Lefèbvre                                                | individueel | 37e       | 20 strafpunten                    |
| Hubert Parot                                                  | individueel | 31e       | 16 strafpunten                    |
| Marcel Rozier                                                 | individueel | 7e        | 12 strafpunten                    |
| Marc Deuquet Pierre Durand, Sr. Hubert Parot Marcel Rozier    | team        | 10e       | 80,25 strafpunten                 |

### Roeien
| Olympiër | Onderdeel       | Resultaat | Prestatie |
| --- | --------------- | --------- | --- |
| Jean-Noël Ribot Roland Thibaut | dubbel-twee (m) | 11e       | serie 4: 2de in 7.16,50 herkansingen: 1ste in 7.10,45 halve finale 2: 4de in 7.47,68 finale B: 5de in 7.14,21 |
| Jean-Claude Coucardon Christian Durniak Alain Lacoste                                                                               | twee-met (m)    | 15e       | serie 3: 4de in 8.09,62 herkansingen: 3de in 8.15,25                                                          |
| Patrick Sellier Roger Rouver Gérard Chenuet Yves Fraisse                                                                            | vier-zonder (m) | 14e       | serie 3: 5de in 6.56,58 herkansingen: 3de in 7.09,33                                                          |
| Jean-Luc Correia Bernard Bruand Jean-Jacques Mulot Philippe Cabut Jean Perrot Jacques Filippini Yves Oger Gérard Boyer Yves Rebelle | acht (m)        | 13e       | serie 1: 5de in 6.32,47 herkansingen: 4de in 6.19,58                                                          |

### Schermen
| Olympiër | Onderdeel       | Resultaat | Prestatie |
| --- | --------------- | --------- | --- |
| Jacques Brodin                                                                                              | degen (m)       | 6e        | 1ste ronde groep 8: 2de met 4 overwinningen 2de ronde groep 7: 1ste met 5 overwinningen kwartfinale 1: 3de met 3 overwinningen halve finale 1: 3de met 2 overwinningen finale: 6de met 0 overwinningen  |
| François Jeanne                                                                                             | degen (m)       | 15e       | 1ste ronde groep 7: 2de met 4 overwinningen 2de ronde groep 8: 2de met 4 overwinningen kwartfinale 3: 4de met 2 overwinningen                                                                           |
| Jacques La Degaillerie                                                                                      | degen (m)       | Zilver    | 1ste ronde groep 4: 1ste met 4 overwinningen 2de ronde groep 1: 2de met 4 overwinningen kwartfinale 2: 3de met 3 overwinningen halve finale 2: 2de met 3 overwinningen finale: 2de met 3 overwinningen  |
| François Jeanne Jacques Brodin Pierre Marchand Jean-Pierre Allemand Jacques La Degaillerie                  | degen team (m)  | 4e        | 1ste ronde groep 1: 1ste met 3 overwinningen kwartfinale 1: 1ste met 1 overwinning halve finale 1: 2de met 0 overwinningen                                                                              |
| Christian Noël                                                                                              | floret (m)      | Brons     | 1ste ronde groep 9: 1ste met 5 overwinningen 2de ronde groep 4: 3de met 3 overwinningen kwartfinale 4: 3de met 3 overwinningen halve finale 2: 1ste met 5 overwinningen finale: 3de met 2 overwinningen |
| Daniel Revenu                                                                                               | floret (m)      | 9e        | 1ste ronde groep 7: 1ste met 6 overwinningen 2de ronde groep 1: 1ste met 5 overwinningen kwartfinale 1: 1ste met 4 overwinningen halve finale 1: 5de met 2 overwinningen                                |
| Bernard Talvard                                                                                             | floret (m)      | 10e       | 1ste ronde groep 4: 1ste met 4 overwinningen 2de ronde groep 3: 4de met 3 overwinningen kwartfinale 2: 3de met 3 overwinningen halve finale 2: 5de met 1 overwinning                                    |
| Gilles Berolatti Jean-Claude Magnan Christian Nöel Daniel Revenu Bernard Talvard                            | floret team (m) | Brons     | 1ste ronde groep 2: 1ste met 2 overwinningen kwartfinale 1: 1ste met 1 overwinning halve finale 1: 2de met 0 overwinningen                                                                              |
| Philippe Bena                                                                                               | sabel (m)       | 23e       | 1ste ronde groep 8: 3de met 3 overwinningen 2de ronde groep 4: 2de met 4 overwinningen kwartfinale 3: 6de met 0 overwinningen                                                                           |
| Régis Bonissent                                                                                             | sabel (m)       | 5e        | 1ste ronde groep 6: 1ste met 4 overwinningen 2de ronde groep 6: 2de met 3 overwinningen kwartfinale 2: 3de met 3 overwinningen halve finale 2: 3de met 3 overwinningen finale: 5de met 1 overwinning    |
| Bernard Vallée                                                                                              | sabel (m)       | 11e       | 1ste ronde groep 7: 3de met 3 overwinningen 2de ronde groep 5: 4de met 2 overwinningen kwartfinale 4: 2de met 3 overwinningen halve finale 1: 6de met 0 overwinningen                                   |
| Régis Bonissent Bernard Dumont Bernard Vallée Philippe Bena Serge Panizza                                   | sabel team (m)  | 7e        | 1ste ronde groep 2: 1ste met 2 overwinningen kwartfinale 4: 2de met 0 overwinningen |
| |                 |           | |
| Marie-Chantal Depetris-Demaille                                                                             | floret (v)      | 4e        | 1ste ronde groep 1: 3de met 2 overwinningen kwartfinale 1: 1ste met 3 overwinningen halve finale 1: 3de met 3 overwinningen finale: 4de met 3 overwinningen                                             |
| Brigitte Gapais-Dumont                                                                                      | floret (v)      | 7e        | 1ste ronde groep 3: 2de met 3 overwinningen kwartfinale 2: 2de met 4 overwinningen halve finale 2: 4de met 2 overwinningen                                                                              |
| Cathérine Rousselet-Ceretti                                                                                 | floret (v)      | 8e        | 1ste ronde groep 4: 1ste met 4 overwinningen kwartfinale 4: 1ste met 4 overwinningen halve finale 1: 4de met 3 overwinningen                                                                            |
| Marie-Chantal Depetris-Demaille Cathérine Rousselet-Ceretti Claudie Herbster-Josland Brigitte Gapais-Dumont | floret team (v) | 6e        | 1ste ronde groep 1: 2de met 1 overwinning kwartfinale 1: 2de met 0 overwinningen |

### Schietsport
| Olympiër              | Onderdeel              | Resultaat | Prestatie                             |
| --------------------- | ---------------------- | --------- | ------------------------------------- |
| Patrice de Mullenheim | 50m geweer 3 houdingen | 38e       | 1126 punten: (393-349-384)            |
| Gilbert Emptaz        | 50m geweer 3 houdingen | 24e       | 1138 punten: (395-362-381)            |
| Michel Fontaine       | 50m geweer liggend     | 45e       | 591 punten: (98-100-99-98-98-98)      |
| André Noël            | 50m geweer liggend     | 84e       | 581 punten: (94-98-97-100-93-99)      |
| Gérard Denecheau      | 50m pistool            | 9e        | 554 punten: (92-92-90-95-92-93)       |
| Jean Faggion          | 50m pistool            | 18e       | 549 punten: (83-95-90-96-95-90)       |
| Jean Baumann          | 25m snelvuurpistool    | 26e       | 582 punten: (195-196-191)             |
| Jean-Richard Germont  | 25m snelvuurpistool    | 35e       | 579 punten: (199-195-185)             |
| Roger Mangin          | skeet                  | 37e       | 185 punten: (24-23-22-22-24-21-24-25) |
| Élie Pénot            | skeet                  | 7e        | 193 punten: (23-24-24-25-25-25-23-24) |
| Jean-Jacques Baud     | trap                   | 28e       | 184 punten: (24-22-21-24-24-23-23-23) |
| Michel Carrega        | trap                   | Zilver    | 198 punten: (24-24-25-25-25-25-25-25) |
| Roger Renaux          | 50m bewegend doel      | 16e       | 544 punten: (277-267)                 |

### Schoonspringen
| Olympiër            | Onderdeel     | Resultaat | Prestatie                          |
| ------------------- | ------------- | --------- | ---------------------------------- |
| Alain Goosen        | 3m plank (m)  | 22e       | voorronde: 22ste met 322,41 punten |
| Jacques de Schoover | 10m toren (m) | 13e       | voorronde: 13de met 287,04 punten  |
|                     |               |           |                                    |
| Christiane Wiles    | 3m plank (v)  | 28e       | voorronde: 28ste met 229,56 punten |

### Turnen
| Olympiër                                                                                         | Onderdeel                | Resultaat | Prestatie                             |
| ------------------------------------------------------------------------------------------------ | ------------------------ | --------- | ------------------------------------- |
| Henri Boério                                                                                     | individuele meerkamp (m) | 76e       | kwalificatie: 76ste met 103,45 punten |
| Christian Deuza                                                                                  | individuele meerkamp (m) | 72e       | kwalificatie: 72ste met 103,75 punten |
| Georges Guelzec                                                                                  | individuele meerkamp (m) | 95e       | kwalificatie: 95ste met 100,20 punten |
| Christian Guiffroy                                                                               | individuele meerkamp (m) | 65e       | kwalificatie: 65ste met 104,90 punten |
| Bernard Farjat                                                                                   | individuele meerkamp (m) | 82e       | kwalificatie: 82ste met 102,50 punten |
| Jean-Pierre Miens                                                                                | individuele meerkamp (m) | 59e       | kwalificatie: 59ste met 105,40 punten |
| Henri Boério Christian Deuza Georges Guelzec Christian Guiffroy Bernard Farjat Jean-Pierre Miens | meerkamp team (m)        | 13e       | 522,65 punten                         |
|                                                                                                  |                          |           |                                       |
| Nadine Audin                                                                                     | individuele meerkamp (v) | 88e       | kwalificatie: 88ste met 68,00 punten  |
| Mireille Cayre                                                                                   | individuele meerkamp (v) | 53e       | kwalificatie: 53ste met 70,70 punten  |
| Catherine Daugé                                                                                  | individuele meerkamp (v) | 88e       | kwalificatie: 88ste met 68,00 punten  |
| Elvire Gertosio                                                                                  | individuele meerkamp (v) | 118e      | kwalificatie: 118de met 49,40 punten  |
| Pascale Hermant                                                                                  | individuele meerkamp (v) | 78e       | kwalificatie: 78ste met 68,65 punten  |
| Véronique Tilmont                                                                                | individuele meerkamp (v) | 57e       | kwalificatie: 57ste met 70,15 punten  |
| Nadine Audin Mireille Cayre Catherine Daugé Elvire Gertosio Pascale Hermant Véronique Tilmont    | meerkamp team (v)        | 15e       | 346,20 punten                         |

### Wielersport
| Olympiër                                                             | Onderdeel                     | Resultaat | Prestatie |
| Baan                                                                 | Baan                          | Baan      | Baan |
| -------------------------------------------------------------------- | ----------------------------- | --------- | --- |
| Daniel Morelon                                                       | sprint (m)                    | Goud      | serie 1: 1ste in 11,71 2de ronde: W van GUY Hunte: 12,26 3de ronde serie 1: 1ste in 11,51 kwartfinale: W van NED van Doorn: 2-0 halve finale: W van NED Balk: 2-0 finale: W van AUS Nicholson: 2-0 |
| Gérard Quintyn                                                       | sprint (m)                    | 12e       | serie 4: 1ste in 11,40 2de ronde serie 4: 1ste 3de ronde serie 3: 3de 3de ronde herkansingen: 3de                                                                                                  |
| Pierre Trentin                                                       | tijdrit (m)                   | 10e       | 1.07,85 |
| Michel Zucarelli                                                     | individuele achtervolging (m) | 20e       | kwalificatie: 20ste |
| Daniel Morelon Pierre Trentin                                        | tandem (m)                    | 4e        | serie 3: W van JPN Numata/Cho: 10,42 kwartfinale: W van NED Balk/van Doorn: 2-0 halve finale: V van URS Zjelovalnikov/Semenets: 0-2 bronzen finale: V van POL Bek/Kocot: 0-2                       |
| Bernard Bocquet Jacques Bossis Michel Zucarelli Jean-Jacques Fussien | ploegenachtervolging (m)      | 15e       | kwalificatie: 15de |
| Weg                                                                  |                               |           | |
| Bernard Bourreau                                                     | wegwedstrijd (m)              | 39e       | 4:17.09 |
| Marcel Duchemin                                                      | wegwedstrijd (m)              | 65e       | 4:17.09 |
| Raymond Martin                                                       | wegwedstrijd (m)              | DNF       | niet gefinisht |
| Régis Ovion                                                          | wegwedstrijd (m)              | 15e       | 4:15.13 |
| Henri Fin Claude Magni Jean-Claude Meunier Guy Sibille               | ploegentijdrit (m)            | 18e       | 2:18.19,3 |

### Worstelen
| Olympiër          | Onderdeel   | Resultaat   | Prestatie |
| Vrije stijl       | Vrije stijl | Vrije stijl | Vrije stijl |
| ----------------- | ----------- | ----------- | --- |
| Théodule Toulotte | -62kg (m)   | 10e         | 1ste ronde: W van MEX Martinez 2de ronde: V van GUA Burge 3de ronde: W van POL Stolarski 4de ronde: V van IRI Seyed-Abbasi                 |
| Georges Carbasse  | -68kg (m)   | 10e         | 1ste ronde: V van GRE Ioannidis 2de ronde: W van SEN Mané 3de ronde: W van CAN Ouellet 4de ronde: V van GDR Schröder                       |
| Daniel Robin      | -74kg (m)   | 5e          | 1ste ronde: V van BUL Pavlov 2de ronde: W van IND Singh 3de ronde: W van SUI Blaser 4de ronde: W van ROU Ambrus 5de ronde: V van USA Wells |
| André Bouchoule   | -82kg (m)   | 16e         | 1ste ronde: V van ROU Iorga 2de ronde: V van SUI Martinetti                                                                                |
| Michel Grangier   | -90kg (m)   | 9e          | 1ste ronde: W van ITA Marcheggiani 2de ronde: W van GDR Spindler 3de ronde: V van BUL Petrov 4de ronde: V van CUB Morgan                   |
| Grieks-Romeins    |             |             | |
| Théodule Toulotte | -62kg (m)   | 16e         | 1ste ronde: V van POL Lipien 2de ronde: V van YUG Koletic                                                                                  |
| Daniel Robin      | -74kg (m)   | 6e          | 1ste ronde: W van GDR Pohl 2de ronde: G van FIN Tapio 3de ronde: vrij 4de ronde: V van TCH Macha 5de ronde: V van BUL Kolev                |
| André Bouchoule   | -82kg (m)   | 16e         | 1ste ronde: V van YUG Nenadic 2de ronde: V van ROU Gabor                                                                                   |

### Zeilen
| Olympiër                                                | Onderdeel       | Resultaat | Prestatie                         |
| ------------------------------------------------------- | --------------- | --------- | --------------------------------- |
| Serge Maury                                             | finn            | Goud      | 58,0 punten: (1-8-11-26-10-2-4)   |
| Yves Pajot Marc Pajot                                   | flying dutchman | Zilver    | 38,0 punten: (3-9-8-1-2-12-2)     |
| Marcel Troupel Yves Devillers                           | tempest         | 9e        | 78,0 punten: (1-10-11-11-5-19-12) |
| Jean-Marie le Guillou Bernard Drubay Jean-Yves Pellerin | soling          | 4e        | 53,0 punten: (11-4-11-2-DSQ-4)    |
| René Sence Patrick Rieupeyrout François Girard          | dragon          | 18e       | 92,0 punten: (15-22-14-13-7-13)   |

### Zwemmen
| Olympiër                                                            | Onderdeel             | Resultaat    | Prestatie                                                                |
| ------------------------------------------------------------------- | --------------------- | ------------ | ------------------------------------------------------------------------ |
| Alain Hermitte                                                      | 100m vrije slag (m)   | 24e          | serie 2: 3de in 54,57                                                    |
| Michel Rousseau                                                     | 100m vrije slag (m)   | 7e           | serie 4: 1ste in 52,93 halve finale 1: 4de in 52,82 finale: 7de in 52,90 |
| Gilles Vigne                                                        | 100m vrije slag (m)   | 18e          | serie 1: 2de in 54,34                                                    |
| Pierre Caland                                                       | 200m vrije slag (m)   | 28e          | serie 2: 3de in 2.00,75                                                  |
| Pierre Baehr                                                        | 100m rugslag (m)      | 17e          | serie 4: 3de in 1.01,13                                                  |
| Jean-Paul Berjeau                                                   | 100m rugslag (m)      | halve finale | serie 6: 3de in 1.00,83                                                  |
| Pierre Baehr                                                        | 200m rugslag (m)      | 23e          | serie 5: 6de in 2.14,65                                                  |
| Jean-Paul Berjeau                                                   | 200m rugslag (m)      | 8e           | serie 4: 2de in 2.09,93 finale: 8ste in 2.11,77                          |
| Bernard Combet                                                      | 100m schoolslag (m)   | halve finale | serie 1: 3de in 1.08,08                                                  |
| Roger-Philippe Menu                                                 | 100m schoolslag (m)   | halve finale | serie 5: 2de in 1.08,63                                                  |
| Roger-Philippe Menu                                                 | 200m schoolslag (m)   | 16e          | serie 1: 3de in 2.30,05                                                  |
| Alain Mosconi                                                       | 100m vlinderslag (m)  | 30e          | serie 1: 5de in 1.00,23                                                  |
| Gilles Vigne Alain Mosconi Alain Hermitte Michel Rousseau           | 4x100m vrije slag (m) | 7e           | serie 1: 2de in 3.35,84 finale: 7de in 3.34,13                           |
| Pierre Caland Pierre-Yves Copin Jean-Jacques Moine Michel Rousseau  | 4x200m vrije slag (m) | 9e           | serie 2: 6de in 8.00,79                                                  |
| Jean-Paul Berjeau Roger-Philippe Menu Alain Mosconi Michel Rousseau | 4x100m wisselslag (m) | 10e          | serie 1: 4de in 4.00,50                                                  |
|                                                                     |                       |              |                                                                          |
| Guylaine Berger                                                     | 100m vrije slag (v)   | 19e          | serie 1: 4de in 1.01,54                                                  |
| Claude Mandonnaud                                                   | 100m vrije slag (v)   | 16e          | serie 1: 3de in 1.01,34 halve finale 1: 8ste in 1.01,88                  |
| Chantal Schertz                                                     | 100m vrije slag (v)   | 33e          | serie 2: 4de in 1.02,82                                                  |
| Sylvie Le Noach                                                     | 100m rugslag (v)      | 18e          | serie 3: 4de in 1.09,25                                                  |
| Sylvie Le Noach                                                     | 200m rugslag (v)      | 16e          | serie 4: 3de in 2.27,18                                                  |
| Claude Mandonnaud Chantal Schertz Christine Petit Guylaine Berger   | 4x100m vrije slag (v) | 11e          | serie 1: 6de in 4.08,82                                                  |
| Sylvie Le Noach Martine Claret Josiane Castiau Claude Mandonnaud    | 4x100m wisselslag (v) | 13e          | serie 2: 7de in 4.38,62                                                  |

Afghanistan · Albanië · Algerije · Amerikaanse Maagdeneilanden · Argentinië · Australië · Bahama's · Barbados · België · Bermuda · Birma · Bolivia · Bondsrepubliek Duitsland · Brazilië · Brits-Honduras · Bulgarije · Canada · Ceylon · Chili · Colombia · Congo-Brazzaville · Costa Rica · Cuba · Dahomey · Denemarken · Dominicaanse Republiek · Duitse Democratische Republiek · Ecuador · Egypte · El Salvador · Ethiopië · Fiji · Filipijnen · Finland · Frankrijk · Gabon · Ghana · Griekenland · Groot-Brittannië · Guatemala · Guyana · Haïti · Hongarije · Hongkong · Ierland · IJsland · India · Indonesië · Iran · Israël · Italië · Ivoorkust · Jamaica · Japan · Joegoslavië · Kameroen · Kenia · Khmerrepubliek · Koeweit · Lesotho · Libanon · Liberia · Liechtenstein · Luxemburg · Madagaskar · Malawi · Maleisië · Mali · Malta · Marokko · Mexico · Monaco · Mongolië · Nederland · Nederlandse Antillen · Nepal · Nicaragua · Nieuw-Zeeland · Niger · Nigeria · Noord-Korea · Noorwegen · Oeganda · Oostenrijk · Opper-Volta · Pakistan · Panama · Paraguay · Peru · Polen · Portugal · Puerto Rico · Roemenië · San Marino · Saoedi-Arabië · Senegal · Singapore · Soedan · Somalië · Sovjet-Unie · Spanje · Suriname · Swaziland · Syrië · Taiwan · Tanzania · Thailand · Togo · Trinidad en Tobago · Tsjaad · Tsjecho-Slowakije · Tunesië · Turkije · Uruguay · Venezuela · Verenigde Staten · Vietnam · Zambia · Zuid-Korea · Zweden · Zwitserland